# Calle Ermou

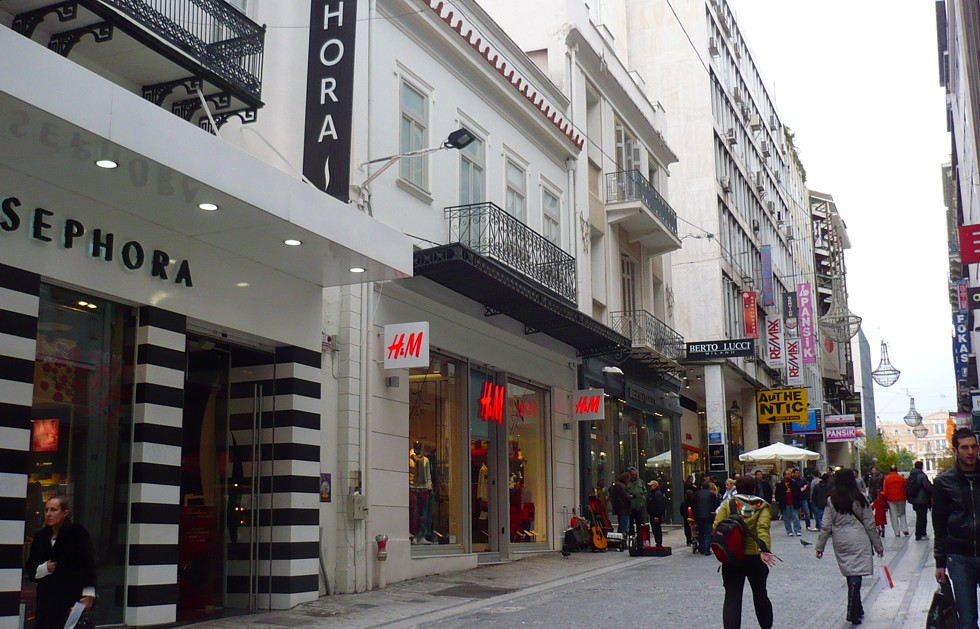
La sección de la calle cerca de la plaza Síntagma. El Parlamento está a la derecha.

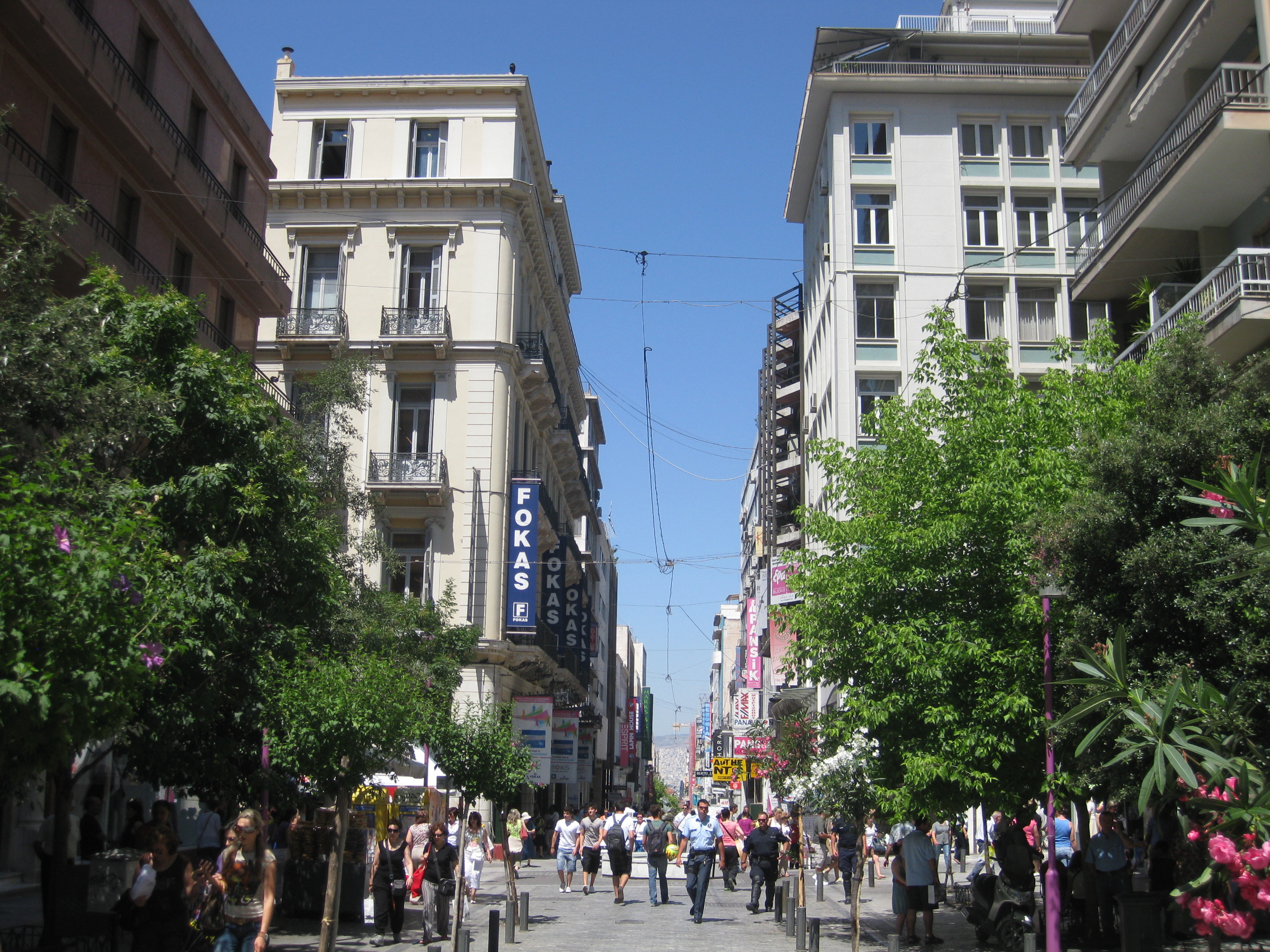
Imagen de la calle en 2009.

La calle Ermou (en griego: Οδός Ερμού, Odos Ermou, literalmente «calle de Hermes») es una calle de un kilómetro y medio de longitud situada en el centro de Atenas (Grecia), que conecta el sitio arqueológico de Cerámico con la plaza Síntagma pasando por Monastiraki, Psiri y Thiseio.
Se compone de tres secciones: la este (desde la calle Filellinon hasta calle Aiolou, de unos setecientos metros de longitud), que es una calle peatonal y la calle de tiendas más conocida y ajetreada de la ciudad; la central (desde la calle Aiolou hasta la calle Agion Asomaton) y la oeste (desde la calle Agion Asomaton hasta calle Peiraios), también peatonal.
Con tiendas de moda y centros comerciales que venden marcas internacionales, es una de las calles de tiendas más importantes de Europa. Según Cushman & Wakefield, en 2019 era la octava calle de tiendas más cara de Europa, y la decimocuarta más cara del mundo. Cerca, el renovado edificio Army Fund en la calle Panepistimiou contiene los grandes almacenes Attica y varias tiendas de diseñadores de lujo.

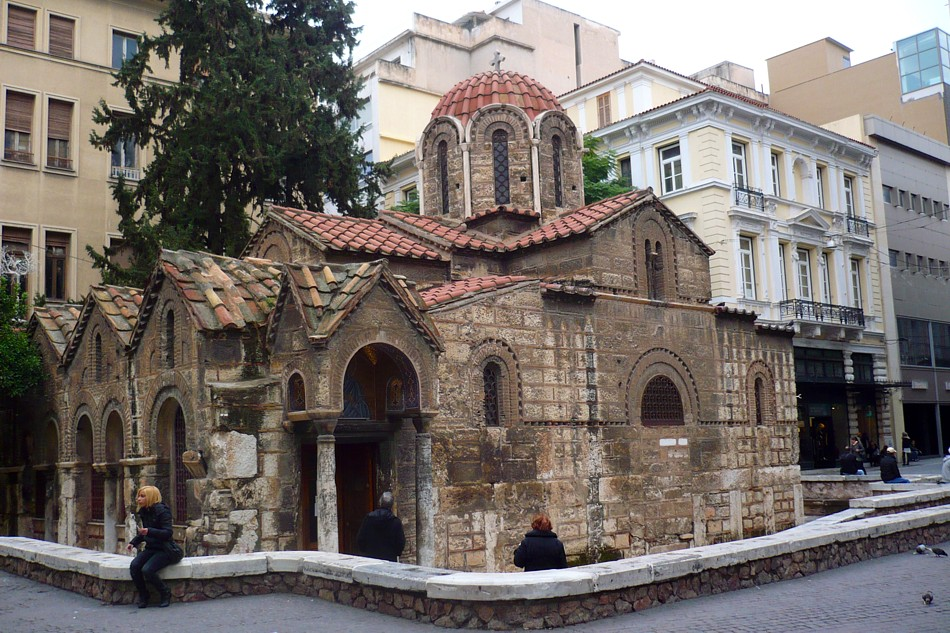
La iglesia bizantina de Panaghia Kapnikarea.

Una de las iglesias más antiguas de Atenas, la bizantina iglesia de Panaghia Kapnikarea, se encuentra en una pequeña plaza en la sección este de la calle Ermou.
La sección oeste de la calle, que fue remodelada para las Olimpiadas de 2004, constituye el final de la Grand Promenade, el paseo peatonal alrededor de la Acrópolis, parte del proyecto de unificación arqueológica de la ciudad.
La calle Ermou está hermanada con la calle Okurayama de la prefectura de Kanagawa (Japón) desde el 1 de agosto de 1988.

## Historia
La calle fue una de las primeras vías de transporte diseñadas en la Atenas moderna y uno de los ejes principales del primer plano de Atenas realizado por los arquitectos Kleanthis y Schaubert en 1833. En contraste con la sección desde la plaza Síntagma hasta la calle Aiolou, que hasta ahora ha sido un centro del comercio, los servicios públicos, las cafeterías y los hoteles, y una calle peatonal desde 1997 (la peatonalización empezó en 1996), la sección desde la calle Agion Asomaton hasta la calle Peiraios estaba vinculada con el uso industrial de la calle Peiraios en los siglos xix y xx, con distribuidores mayoristas, el ferrocarril eléctrico Atenas-El Pireo y las arterias de la calle Peiraios y calle Iera Odos.

### Remodelación de 2003
Para mejorar la imagen de la zona y del sitio arqueológico de Cerámico y su integración con la vida urbana de Atenas, la sección desde la calle Agion Asomaton hasta la calle Peiraios fue transformada en una calle peatonal como parte del proyecto Grand Promenade, que se enmarca dentro de las actuaciones generales para la unificación de los sitios arqueológicos de la ciudad. La remodelación empezó el 9 de julio de 2003, y ahora la sección constituye el final del Grand Promenade que empieza en el Estadio Panathinaikó (avenida Vasilissis Olgas) y continúa por las calles Dionysiou Areopagitou y Agiou Pavlou.

## Intersecciones
Intersecciones más importantes de oeste a este:
- Calle Peiraios
- Plaza Agion Asomaton
- Calle Athinas
- Calle Aiolou
- Calle Filellinon (Plaza Síntagma)